# Иванов, Александр Павлович (Герой Советского Союза)
Александр Павлович Иванов (13 февраля 1920, село Заречье, Псковская губерния — 16 июля 1952, Ленинград) — капитан. Герой Советского Союза.

## Биография
Родился 13 февраля 1920 года в селе Заречье, ныне Кудеверской волости Бежаницкого района Псковской области, в крестьянской семье. Русский.
Окончил среднюю школу. Работал счетоводом в колхозе.
В действующей армии с мая 1942 года. Сражался на Калининском, Донском, 1-м, 2-м, 3-м, снова 1-м Белорусском фронтах. Четырежды был ранен, контужен.
Особо отличился в зимних наступательных операциях в Восточной Пруссии и при уничтожении окружённой вражеской группировки юго-западнее Кёнигсберга, где проявил исключительную смелость, высокое мастерство и умение командовать ротой. Умело маневрируя на поле боя, добивался победы над превосходящими силами врага. Первым под огнём противника врывался в его траншеи и опорные пункты, увлекая за собой бойцов роты. За время с 14 по 26 марта 1945 года его рота истребила более 400 солдат и офицеров противника, сам А. П. Иванов из личного оружия за это время уничтожил 18 гитлеровцев.
С 1947 года капитан А. П. Иванов — в запасе. Жил и работал в Ленинграде. Умер 16 июля 1952 года.

## Награды
- Указом Президиума Верховного Совета СССР от 31 мая 1945 года за мужество и героизм, проявленные в боях на территории Восточной Пруссии, Иванову Александру Павловичу присвоено звание Героя Советского Союза с вручением ордена Ленина и медали «Золотая Звезда».
- Награждён также орденами Отечественной войны 1-й (1.04.1945) и 2-й (10.03.1945) степеней, Красной Звезды (12.03.1943) и медалями, среди которых «За оборону Сталинграда».